# Cabo Verde nos Jogos Olímpicos de Verão de 2008
Cabo Verde competiu nos Jogos Olímpicos de Verão de 2008, em Pequim, na China. O país estreou nos jogos em 1996 e esta foi sua 4ª participação.

## Desempenho

### Atletismo
Masculino
| Atleta      | Evento   | Final    | Final   |
| Atleta      | Evento   | Marca    | Posição |
| ----------- | -------- | -------- | ------- |
| Nelson Cruz | Maratona | 2h23m47s | 48º     |

Feminino
| Atleta        | Evento     | Preliminares | Preliminares | Quartas     | Quartas     | Semifinal   | Semifinal   | Final       | Final       |
| Atleta        | Evento     | Marca        | Posição      | Marca       | Posição     | Marca       | Posição     | Marca       | Posição     |
| ------------- | ---------- | ------------ | ------------ | ----------- | ----------- | ----------- | ----------- | ----------- | ----------- |
| Lenira Santos | 200 metros | Não largou   | Não largou   | Não avançou | Não avançou | Não avançou | Não avançou | Não avançou | Não avançou |

### Ginástica rítmica
| Atleta         | Evento           | Preliminar | Preliminar | Final       | Final       |
| Atleta         | Evento           | Pontos     | Posição    | Pontos      | Posição     |
| -------------- | ---------------- | ---------- | ---------- | ----------- | ----------- |
| Wania Monteiro | Individual geral | 49,050     | 24º        | Não avançou | Não avançou |